# Alysha Newman
Alysha Newman (London, 29 de junio de 1994) es una deportista canadiense que compite en atletismo, especialista en la prueba de salto con pértiga.
Participó en tres Juegos Olímpicos de Verano, entre los años 2016 y 2024, obteniendo una medalla de bronce en París 2024. Ganó una medalla de bronce en los Juegos Panamericanos de 2019.
Estudió Ciencias del Deporte en la Universidad de Miami.

## Palmarés internacional
| Juegos Olímpicos     | Juegos Olímpicos | Juegos Olímpicos  | Juegos Olímpicos  |
| Año                  | Lugar            | Medalla           | Prueba            |
| -------------------- | ---------------- | ----------------- | ----------------- |
| 2024                 | París (Francia)  | Medalla de bronce | Salto con pértiga |
| Juegos Panamericanos |                  |                   |                   |
| Año                  | Lugar            | Medalla           | Prueba            |
| 2019                 | Lima (Perú)      | Medalla de bronce | Salto con pértiga |